# Бабенко, Алексей Анатольевич
Алексе́й Анато́льевич Бабе́нко (род. 1 августа 1972, Волгоград) — российский футболист. Воспитанник волгоградского спортивного интерната.
Дебют в первенстве страны пришёлся на матчи второй лиги чемпионата СССР в 1989 году. Сыграл 5 матчей, в которых забил 3 мяча в Кубке Интертото 1996 за «КАМАЗ» из города Набережные Челны. В высшей лиге чемпионата России также выступал за ЦСКА.
В составе студенческой сборной России играл на Универсиаде в Буффало, США в 1993 году — 4 матча, 2 гола.
Родственник Валерия Четверика — основателя и многолетнего тренера «КАМАЗа».

## Достижения
- Серебряный призёр чемпионата России: 1998
- Серебряный призёр чемпионата Казахстана: 2000
- Полуфиналист Кубка Интертото: 1996
- Бронзовый призёр зоны «Юг» Второго дивизиона России: 2002

По данным сайта Footballfacts.ru в 2004 году находился в команде «Спартак-УГП», которая в том году выиграла Кубок зоны ЮФО и Кубок России среди любительских футбольных клубов, а также стала серебряным призёром — зонального и бронзовым — финального турниров первенства России среди любительских футбольных клубов.